# Maison Lespire
La maison Lespire est un immeuble classé du XVIe siècle et du XVIIe siècle situé au centre du village de Sart-lez-Spa dans la commune  de Jalhay à l'est de la province de Liège en Belgique. 

## Localisation
La maison Lespire est située sur la place du Marché de Sart-lez-Spa. Cette place possède en son centre le perron de Sart qui était l'un des cinq bans du marquisat de Franchimont et, sur le côté opposé, l'église Saint-Lambert dont la tour et le clocher font aussi l'objet d'un classement.

## Historique

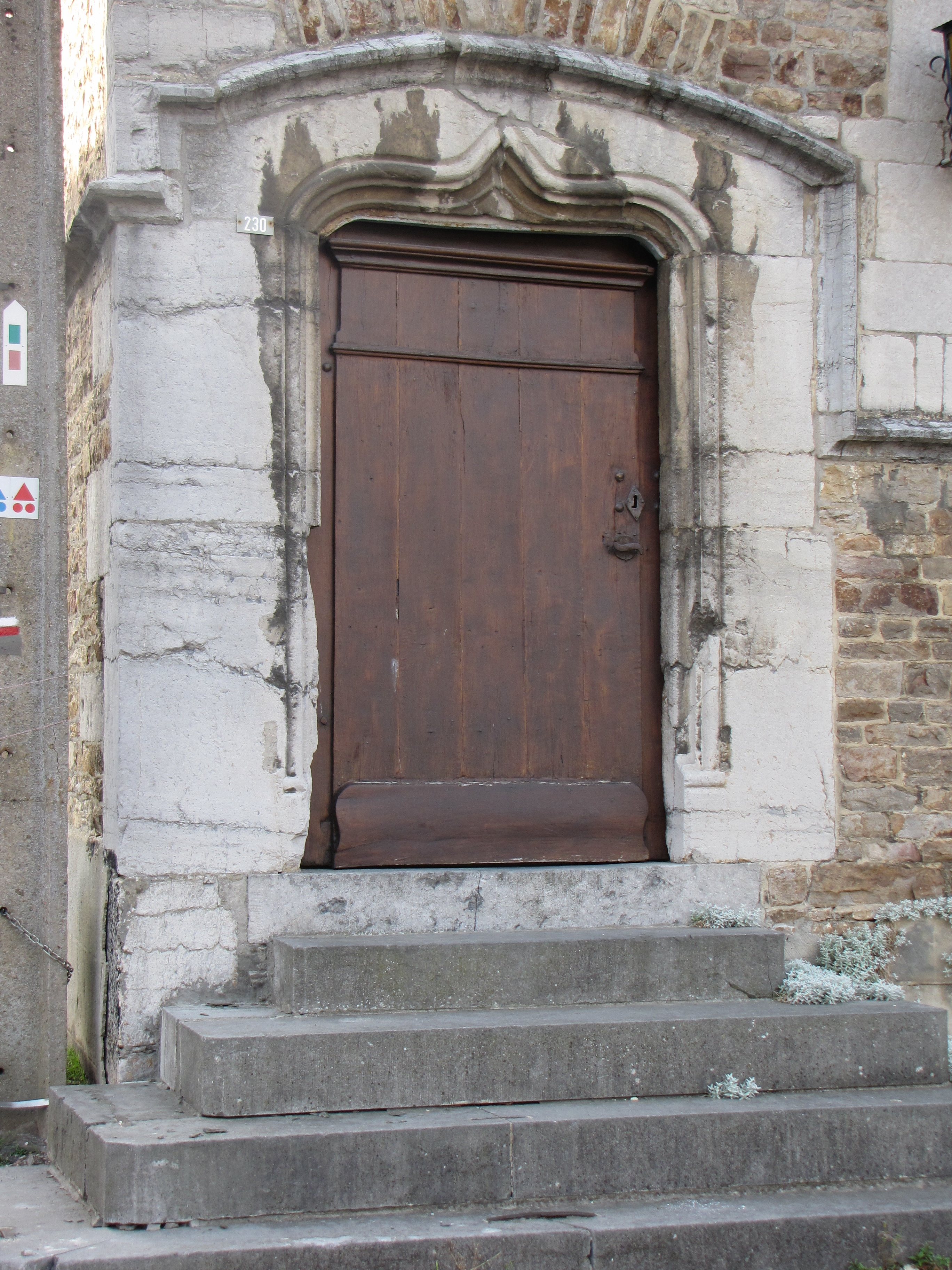
Maison Lespire : porte d'entrée principale

La demeure est construite au cours du XVIe siècle. Elle est toutefois partiellement détruite par l'important incendie qui enflamma 42 maisons et une partie de l'église du village de Sart le 8 août 1615. Le premier étage est reconstruit l'année suivante (1616) comme en témoignent les quatre chiffres placés en ancre le long de cette partie de la façade. Ce bâtiment servit à la Cour de Haute Justice (1616) et échappa à l’incendie de 1651.En 1920, les murs de la maison sont recouverts d'un enduit blanc.

## Description
Alliant les styles gothique et Renaissance, la façade atypique de cette demeure comporte deux niveaux et cinq travées. Elle est bâtie en grès brunâtre d'Ardenne pour le rez-de-chaussée (réalisée au XVIe siècle) et en pierre de schiste verdâtre pour la partie supérieure de l'étage (en 1616). Une rangée de vingt-six corbeaux en pierres calcaires moulurées horizontalement délimite le rez-de-chaussée et l'étage. Des pierres de taille sont utilisées pour les différents encadrements des baies placées d'une manière disparate. La façade principale possède deux portes d'entrée sous linteaux en accolade. La porte d'entrée principale située à l'extrémité gauche de la façade est précédée par quatre marches en pierre calcaire.

## Classement
Le bâtiment est repris depuis 1989 sur la liste du patrimoine immobilier classé de Jalhay.